# Marcus Claudius Marcellus (Prätor)
Marcus Claudius Marcellus war ein römischer Feldherr in der Republik.
Marcellus konnte sich 102 v. Chr. in der Schlacht von Aquae Sextiae gegen die Germanen bewähren. Er kämpfte als Legat im Bundesgenossenkrieg 90 v. Chr. unter Lucius Iulius Caesar, jedoch konnte er nicht die Stadt Aesernia am Abfall von Rom hindern und wurde dort gefangen genommen. Marcellus war Prätor, vermutlich vor 73 v. Chr.